# Hermonassa hemicyclia
Hermonassa hemicyclia là một loài bướm đêm trong họ Noctuidae.